# Oxymonacanthus halli
Oxymonacanthus halli és una espècie de peix de la família dels monacàntids i de l'ordre dels tetraodontiformes.

## Morfologia
- Els mascles poden assolir 7 cm de longitud total.[4][5]

## Alimentació
Menja Acropora.

## Hàbitat
És un peix marí, de clima tropical i associat als esculls de corall.

## Distribució geogràfica
Es troba al Mar Roig.

## Observacions
És inofensiu per als humans.